# 9931 Herbhauptman
A 9931 Herbhauptman (ideiglenes jelöléssel 1985 HH) a Naprendszer kisbolygóövében található aszteroida. Antonín Mrkos fedezte fel 1985. április 18-án.